# Bo Jensen
Bo Jensen (* 2. Februar 1976 in Kopenhagen) ist ein dänischer Curler. 
Jensens größter Erfolg war bisher der Gewinn der Silbermedaille bei der Curling-Europameisterschaft 1999 in Füssen. 
Als Second spielte Jensen bei den Olympischen Winterspielen 2010 in Vancouver im Team Dänemark mit Skip Ulrik Schmidt, Third Johnny Frederiksen, Lead Lars Vilandt und Alternate Mikkel Poulsen. Die Mannschaft belegte den neunten Platz.